# Selenia perangulata
Selenia perangulata är en fjärilsart som beskrevs av George Duryea Hulst 1896. Selenia perangulata ingår i släktet Selenia och familjen mätare. Inga underarter finns listade i Catalogue of Life.